# Urban Funered
Urban Mauritz Funered, född 19 juni 1966, är en svensk jurist, ämbetsman och bankman. 
Funered utsågs 2007 av Mats Odell till statssekreterare i Finansdepartementet med ansvar för finansmarknadsfrågor samt frågor som rör arbetet med att minska statens företagsägande. Han tvingades dock avgå efter endast tre veckor på posten efter att Finansinspektionen riktat hård kritik mot hans tidigare arbetsgivare, investmentbanken Carnegie, där han verkat som Group Compliance Officer och bolagsjurist under åren 1999-2007. Kritiken mot företaget grundade sig på kraftigt övervärderade resultat, vilka påverkat bonusen till de anställda. Även Karin Forseke, tidigare VD för Carnegie, tvingades avgå från posten som ordförande i rådet för försäljningen av statliga bolag i efterdyningarna av Carnegieaffären. Funered utsågs därefter till ämnessakkunnig på Finansdepartementet, och till ny statssekreterare utnämndes Urban Karlström.